# Phyllotreta lewisii
Phyllotreta lewisii är en skalbaggsart som först beskrevs av George Robert Crotch 1873.  Phyllotreta lewisii ingår i släktet Phyllotreta och familjen bladbaggar. Inga underarter finns listade i Catalogue of Life.